# 这一次
《这一次》是一首歌曲，發佈於2022年4月。由董德平作詞，屠巴海作曲，罗雨、高山演唱。歌曲致敬在上海2019冠状病毒病疫情中深处一线的抗击疫情工作者。
1. ↑  . 新民晚报.   [2022-09-07]. （原始内容存档于2022-09-07）.